# 剁刀
剁刀（Cleaver）是一種砍剁帶骨肉塊的料理用刀具，也因為要剁斷食材的硬骨，通常比廚刀與屠刀大。剁刀的刀板也可以用來拍碎大蒜一類的食物。

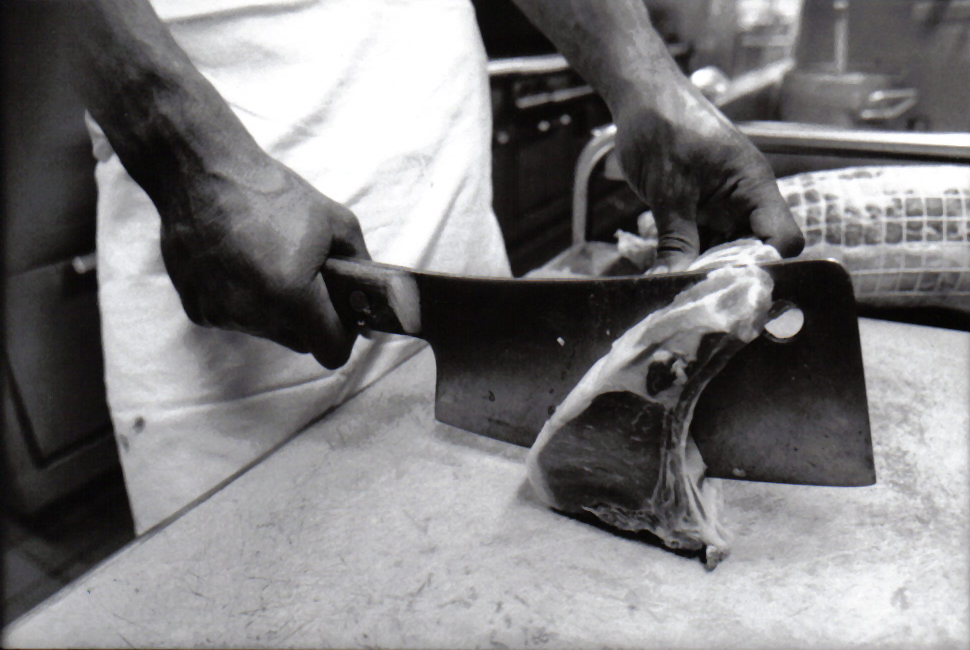
剁刀